# Lewis Falls
Lewis Falls er et vandfald på Lewis River i Yellowstone National Park i Wyoming, USA. Højden på vandfaldet er ca. 9,1 meter ogt det ligger meget tæt på vejen mellem den sydlige indgang til nationalparken og Grant Village, en af parkens landsbyer.
Vandfaldet blev opdaget i 1872 under den såkaldte Hayden-Ekspedition til området. På grund af sin beliggenhed tæt ved vejen er vandfaldet et af parkens mest fotograferede.